# Bugs Bunny e gli eroi americani
Bugs Bunny e gli eroi americani (Bugs Bunny: All American Hero) è uno speciale televisivo d'animazione dei Looney Tunes diretto da Friz Freleng e David Detiege, prodotto dalla Warner Bros. Animation e trasmesso sulla CBS il 4 maggio 1981. Lo speciale è composto da spezzoni di sei cortometraggi Looney Tunes e Merrie Melodies montati insieme a nuove scene appositamente animate.

## Trama
Clyde è in difficoltà nello studiare la storia degli Stati Uniti d'America per un esame, così suo zio Bugs si offre di aiutarlo raccontandogli come la sua famiglia sia stata determinante nella storia americana, da Benjamin Bugs che avrebbe aiutato Betsy Ross a creare la bandiera degli Stati Uniti d'America prima di combattere nella battaglia di Bunker Hill a suo zio Eddie Rickenbunny che sarebbe stato uno dei primi volontari ad unirsi all'aviazione, finendo per parlargli di come lui stesso abbia sconfitto Yosemite Sam in una campagna elettorale come sindaco. Terminato il racconto Clyde va a scuola, ma al ritorno si presenta imbronciato e rivela di avere con sé un cappello da asino.

## Cortometraggi utilizzati
I cortometraggi utilizzati per produrre lo speciale sono, nell'ordine:
- La nascita degli Stati Uniti (1954)
- Guerra d'indipendenza (1950)
- Il coniglio sudista (1953)
- Giorni di gloria (1961)
- Aviatori intrepidi (1964)
- Tempi di elezioni (1951)

## Personaggi e doppiatori
| Personaggio  | Doppiatore originale | Doppiatore italiano |
| ------------ | -------------------- | ------------------- |
| Bugs Bunny   | Mel Blanc            | Franco Latini       |
| Yosemite Sam | Mel Blanc            | Franco Latini       |
| Silvestro    | Mel Blanc            | Franco Latini       |
| Titti        | Mel Blanc            | Ilaria Latini       |
| Clyde Bunny  | Mel Blanc            | Laura Latini        |

## Edizioni home video
Lo speciale fu distribuito in VHS in America del Nord nel 1992.